# جوان هانابيل
جوان هانابيل (13 نوفمبر 1940 - 23 فبراير 2024)، هي متزلجة هولندية ومقدمة رياضية حصلت على ثلاث ميداليات برونزية أوروبية (1958-1960) وبطلة وطنية هولندية أربع مرات.